# Miniaturpark Klein-Erzgebirge
Miniaturpark Klein-Erzgebirge er en miniaturepark i Oederan i Sachsen med detaljerede modeller af bygningsværker fra Erzgebirge.
Miniatureparkens historie begyndte ved starten af det 20. århundrede. Fra 1909/10 foranstaltede byens "krybbeforening" årlige julefremvisninger, hvor enkelte medlemmer dog snart lavede mere end bare modeller af Juleevangeliet. I 1924 dannede de en forening, i hvilken træskærere og andre fingernemme byggede seværdigheder fra Erzgebirge i miniature. I maj 1933 åbnede de så for offentligheden med Klein-Erzgebirge i Oederaner Stadtwald. Anden verdenskrig medførte en afbrydelse af udstillingen. I 1955 åbnede miniatureparken igen på et nyt sted i Oederaner Stadtpark.
Fremme i nutiden reklamerer Klein-Erzgebirge med at være verdens ældste miniaturepark. Med ca. 200 modeller vises Erzgebirges arkitektur og økonomi. Modellerne i størrelsesforholdet 1:25 er efter den lokale tradition lavet i træ, forsynet med håndsnittede figurer og dyr og placeret i et passende landskab. Udstillingen omfatter desuden talrige modeljernbaner og figurgrupper og scenerier drevet med vandkraft. Det samlede område er nu på 17.000 m², hvor man også finder attraktioner for børn, så som en legebondegård og fjernstyrede biler på en miniatur-"Sachsenring". Årets højdepunkt er det årlige "Nacht im Klein-Erzgebirge" (Nat i Klein-Erzgebirge).

## Modeller
Blandt de 204 modeller (status juni 2010) i Klein-Ezgebirge kan nævnes:
- Burg Kriebstein
- Daetz-Centrum, Lichtenstein
- Schloss Augustusburg
- Jagdschloss Rehefeld
- Kalkwerk Lengefeld
- Schloss Freudenstein
- Schloss Moritzburg
- Schloss Purschenstein
- Schloss Schlettau
- Schloss Wolkenstein
- Seiffener Kirche, Seiffen
- St. Annenkirche, Annaberg-Buchholz
- Wasserschloss Klaffenbach